# Паулина Саксен-Веймар-Эйзенахская
Паулина Ида Мария Ольга Генриетта Катерина Саксен-Веймар-Эйзенахская (нем. Pauline Ida Marie Olga Henriette Catharina von Sachsen-Weimar-Eisenach; 25 июля 1852, Штутгарт — 17 мая 1904, Орте) — дочь принца Германа Саксен-Веймар-Эйзенахского, наследная принцесса Саксен-Веймар-Эйзенахская.

## Биография
26 августа 1873 года принцесса вышла замуж за наследного принца Саксен-Веймар-Эйзенахского Карла Августа, сына великого герцога Карла Александра и Софии Нидерландской. Супруги были троюродными братом и сестрой. В семье родилось двое сыновей:
- Вильгельм Эрнст (1876—1923) — последний великий герцог Саксен-Веймар-Эйзенахский, женат первым браком на Каролине Рейсской, вторым на Феодоре Саксен-Мейнингенской.
- Бернхард Генрих (1878—1900) — не был женат.

Супруг Паулины умер в 1894 году в возрасте 50 лет, ещё при жизни своего отца, поэтому Паулина так и не стала великой герцогиней. После его смерти она получила титул вдовствующей наследной принцессы Саксен-Веймар-Эйзенахской. Она скончалась в 1904 году.

## Титулы
- 25 июля 1852 — 26 августа 1873: Её Светлость Принцесса Саксен-Веймар-Эйзенахская
- 26 августа 1873 — 22 ноября 1894: Её Королевское Высочество Наследная принцесса Саксен-Веймар-Эйзенахская
- 22 ноября 1894 — 17 мая 1904: Её Королевское Высочество Вдовствующая наследная принцесса Саксен-Веймар-Эйзенахская